# Behaarter Taumelkäfer
Der Behaarte Taumelkäfer (Orectochilus villosus) ist eine Käferart aus der Familie der Taumelkäfer (Gyrinidae). Er ist der einzige Vertreter seiner Gattung in Europa. 

## Merkmale
Die Käfer erreichen eine Körperlänge von 5,5 bis 6,5 Millimetern. Ihr elliptischer, gewölbter und schmaler Körper ist schwarz glänzend gefärbt und fein grau behaart. Der Halsschild ist konisch, die Deckflügel langgestreckt eiförmig. Die Mundwerkzeuge, die Fühler und Beine sind wie die Körperunterseite rostfarben. Das Schildchen (Scutellum) ist glatt.

## Vorkommen und Lebensweise
Die Art ist in Europa, Nordafrika, Syrien, am Kaukasus, in Sibirien und bis nach China verbreitet. In Mitteleuropa ist sie nicht selten und lokal auch häufig. Die Tiere leben in Bächen mit starker Strömung unter Steinen und sind auch an Wehren zu finden. Sie sind nachtaktiv und verbergen sich tagsüber. 